# Adel Tawil/Diskografie
Diese Diskografie ist eine Übersicht über die musikalischen Werke des deutschen Popsängers Adel Tawil und seiner Pseudonyme wie Kane. Den Schallplattenauszeichnungen zufolge hat er bisher mehr als 5,6 Millionen Tonträger verkauft, davon alleine in seiner Heimat über 5,3 Millionen, womit er zu den Musikern mit den meisten Tonträgerverkäufen des Landes zählt. Seine erfolgreichste Veröffentlichung ist die Single Ich will nur dass du weißt mit über 830.000 verkauften Einheiten.

## Alben

### Studioalben
| Jahr | Titel Musiklabel                        | Höchstplatzierung, Gesamtwochen, AuszeichnungChartplatzierungen (Jahr, Titel, Musiklabel, Platzierungen, Wochen, Auszeichnungen, Anmerkungen) | Höchstplatzierung, Gesamtwochen, AuszeichnungChartplatzierungen (Jahr, Titel, Musiklabel, Platzierungen, Wochen, Auszeichnungen, Anmerkungen) | Höchstplatzierung, Gesamtwochen, AuszeichnungChartplatzierungen (Jahr, Titel, Musiklabel, Platzierungen, Wochen, Auszeichnungen, Anmerkungen) | Anmerkungen                                                |
| Jahr | Titel Musiklabel                        | DE | AT | CH | Anmerkungen                                                |
| ---- | --------------------------------------- | --- | --- | --- | ---------------------------------------------------------- |
| 2013 | Lieder Vertigo Records (UMG)            | DE4 ×5Fünffachgold · (71 Wo.)DE | AT6 Platin · (44 Wo.)AT | CH17 Gold · (33 Wo.)CH | Erstveröffentlichung: 8. November 2013 Verkäufe: + 525.000 |
| 2017 | So schön anders Island Records (UMG)    | DE1 Platin · (40 Wo.)DE | AT5 Gold · (22 Wo.)AT | CH3 (33 Wo.)CH | Erstveröffentlichung: 21. April 2017 Verkäufe: + 207.500   |
| 2019 | Alles lebt BMG Rights Management (WMG)  | DE7 (19 Wo.)DE | AT17 (2 Wo.)AT | CH7 (14 Wo.)CH | Erstveröffentlichung: 21. Juni 2019                        |
| 2023 | Spiegelbild BMG Rights Management (WMG) | DE7 (8 Wo.)DE | AT50 (1 Wo.)AT | CH33 (2 Wo.)CH | Erstveröffentlichung: 3. März 2023                         |

### Livealben
| Jahr | Titel Musiklabel                                          | Höchstplatzierung, Gesamtwochen, AuszeichnungChartplatzierungen (Jahr, Titel, Musiklabel, Platzierungen, Wochen, Auszeichnungen, Anmerkungen) | Höchstplatzierung, Gesamtwochen, AuszeichnungChartplatzierungen (Jahr, Titel, Musiklabel, Platzierungen, Wochen, Auszeichnungen, Anmerkungen) | Höchstplatzierung, Gesamtwochen, AuszeichnungChartplatzierungen (Jahr, Titel, Musiklabel, Platzierungen, Wochen, Auszeichnungen, Anmerkungen) | Anmerkungen                                                                            |
| Jahr | Titel Musiklabel                                          | DE | AT | CH | Anmerkungen                                                                            |
| ---- | --------------------------------------------------------- | --- | --- | --- | -------------------------------------------------------------------------------------- |
| 2014 | Lieder Live Vertigo Records (UMG)                         | DE*DE | — | — | Erstveröffentlichung: 14. November 2014 * Verkäufe werden dem Studioalbum hinzuaddiert |
| 2018 | Live aus der Wuhlheide Berlin BMG Rights Management (WMG) | DE52 (1 Wo.)DE | — | — | Erstveröffentlichung: 7. Dezember 2018                                                 |

## Singles

### Als Leadmusiker
| Jahr | Titel Album                              | Höchstplatzierung, Gesamtwochen, AuszeichnungChartplatzierungen (Jahr, Titel, Album, Platzierungen, Wochen, Auszeichnungen, Anmerkungen) | Höchstplatzierung, Gesamtwochen, AuszeichnungChartplatzierungen (Jahr, Titel, Album, Platzierungen, Wochen, Auszeichnungen, Anmerkungen) | Höchstplatzierung, Gesamtwochen, AuszeichnungChartplatzierungen (Jahr, Titel, Album, Platzierungen, Wochen, Auszeichnungen, Anmerkungen) | Anmerkungen                                                                           |
| Jahr | Titel Album                              | DE | AT | CH | Anmerkungen                                                                           |
| ---- | ---------------------------------------- | --- | --- | --- | ------------------------------------------------------------------------------------- |
| 2013 | Lieder                                   | DE2 ×2Doppelplatin · (46 Wo.)DE | AT1 Gold · (41 Wo.)AT | CH6 Platin · (33 Wo.)CH | Erstveröffentlichung: 20. September 2013 Verkäufe: + 645.000                          |
| 2013 | Aschenflug Lieder                        | DE18 (6 Wo.)DE | AT33 (3 Wo.)AT | CH41 (1 Wo.)CH | Erstveröffentlichung: 1. November 2013 feat. Prinz Pi & Sido                          |
| 2014 | Weinen Lieder                            | DE57 (10 Wo.)DE | — | CH38 (3 Wo.)CH | Erstveröffentlichung: 28. Februar 2014                                                |
| 2014 | Zuhause Lieder                           | DE23 Gold · (22 Wo.)DE | AT6 (20 Wo.)AT | CH64 (2 Wo.)CH | Erstveröffentlichung: 4. Juli 2014 Verkäufe: + 200.000; feat. Matisyahu               |
| 2014 | Kartenhaus Lieder                        | DE78 (1 Wo.)DE | — | — | Erstveröffentlichung: 21. November 2014                                               |
| 2015 | Wenn du liebst Lieder                    | — | — | — | Erstveröffentlichung: 3. April 2015                                                   |
| 2015 | Unsere Lieder –                          | DE33 (6 Wo.)DE | — | — | Erstveröffentlichung: 14. August 2015                                                 |
| 2017 | Bis hier und noch weiter So schön anders | DE23 Gold · (12 Wo.)DE | AT72 (2 Wo.)AT | CH97 (1 Wo.)CH | Erstveröffentlichung: 17. März 2017 Verkäufe: + 200.000; feat. KC Rebell & Summer Cem |
| 2017 | Ist da jemand So schön anders            | DE12 Platin · (27 Wo.)DE | AT9 Platin · (22 Wo.)AT | CH3 ×2Doppelplatin · (28 Wo.)CH | Erstveröffentlichung: 17. März 2017 Verkäufe: + 470.000                               |
| 2017 | Gott steh mir bei So schön anders        | — | — | — | Erstveröffentlichung: 7. April 2017                                                   |
| 2017 | Eine Welt eine Heimat So schön anders    | — | — | — | Erstveröffentlichung: 18. August 2017 feat. Youssou N’Dour & Mohamed Mounir           |
| 2017 | So schön anders                          | — | — | — | Erstveröffentlichung: 20. Oktober 2017                                                |
| 2017 | Polarlichter So schön anders             | — | — | — | Erstveröffentlichung: 1. Dezember 2017 feat. MoTrip                                   |
| 2018 | Flutlicht –                              | — | — | — | Erstveröffentlichung: 11. Mai 2018                                                    |
| 2019 | Tu m’appelles Alles lebt                 | DE48 Gold · (13 Wo.)DE | — | CH30 (23 Wo.)CH | Erstveröffentlichung: 12. April 2019 Verkäufe: + 200.000; feat. Peachy                |
| 2019 | Neues ich Alles lebt                     | — | — | — | Erstveröffentlichung: 24. Mai 2019                                                    |
| 2020 | 1.000 gute Gründe Alles lebt             | — | — | — | Erstveröffentlichung: 13. März 2020                                                   |
| 2021 | Die Welt steht auf Pause Spiegelbild     | — | — | — | Erstveröffentlichung: 30. Juli 2021                                                   |
| 2022 | Menschenkinder Spiegelbild               | — | — | — | Erstveröffentlichung: 1. April 2022                                                   |
| 2022 | Labyrinth Spiegelbild                    | — | — | — | Erstveröffentlichung: 13. Mai 2022                                                    |
| 2022 | Niemandsland Spiegelbild                 | — | — | — | Erstveröffentlichung: 23. September 2022                                              |
| 2022 | Autobahn Spiegelbild                     | — | — | — | Erstveröffentlichung: 2. Dezember 2022                                                |
| 2023 | Feuer & Eis Spiegelbild                  | — | — | — | Erstveröffentlichung: 27. Januar 2023                                                 |
| 2023 | Aaliyah (Fata Morgana) –                 | — | — | — | Erstveröffentlichung: 30. Juni 2023                                                   |
| 2023 | Für immer –                              | — | — | — | Erstveröffentlichung: 29. September 2023                                              |
| 2024 | Feuer –                                  | — | — | — | Erstveröffentlichung: 5. Juli 2024 mit Jan Delay & Gringo                             |
| 2024 | Mein erstes Wort –                       | — | — | — | Erstveröffentlichung: 6. September 2024                                               |

### Als Gastmusiker

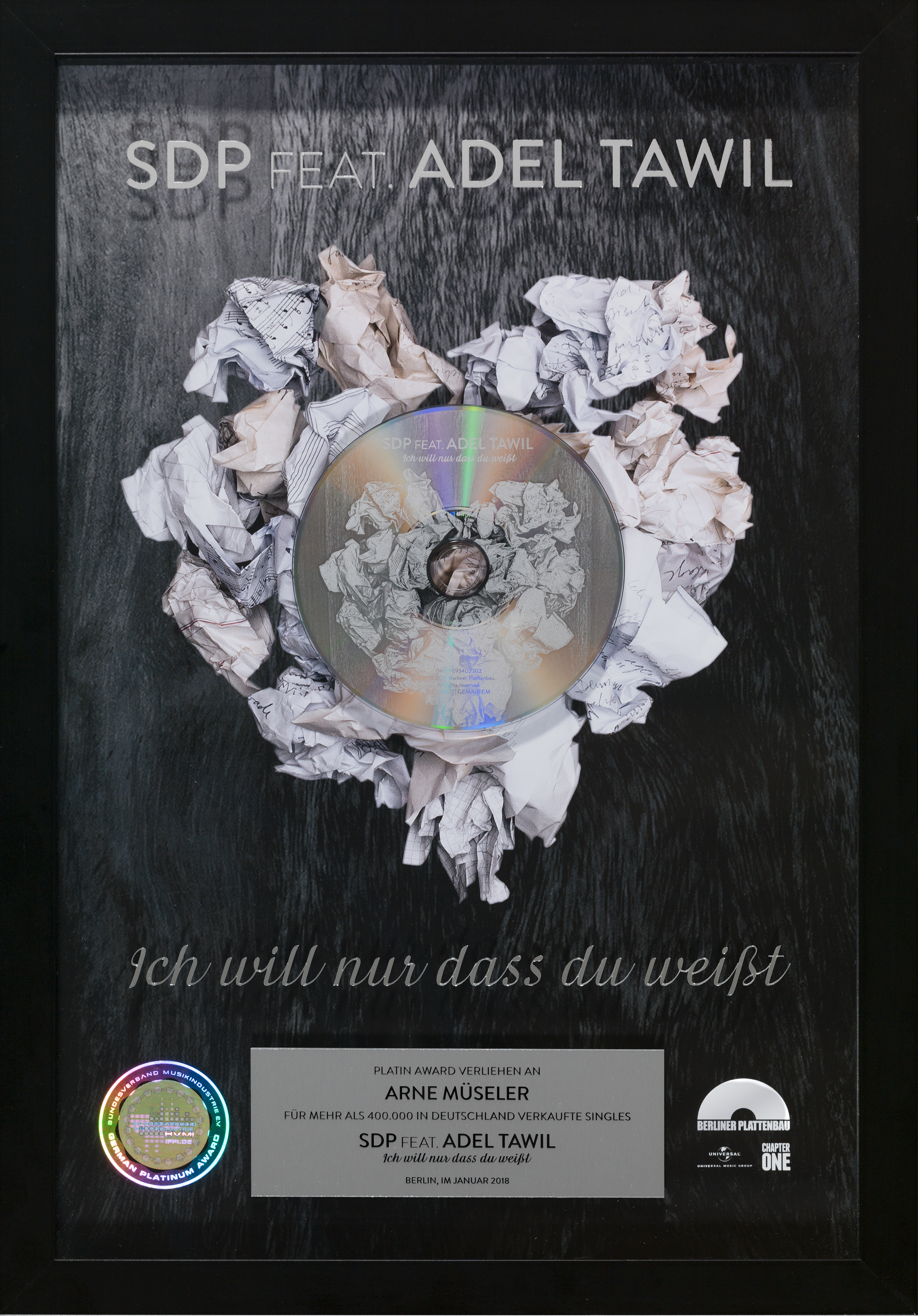
Platin für Ich will nur dass du weißt in Deutschland

| Jahr | Titel Album                                                                        | Höchstplatzierung, Gesamtwochen, AuszeichnungChartplatzierungen (Jahr, Titel, Album, Platzierungen, Wochen, Auszeichnungen, Anmerkungen) | Höchstplatzierung, Gesamtwochen, AuszeichnungChartplatzierungen (Jahr, Titel, Album, Platzierungen, Wochen, Auszeichnungen, Anmerkungen) | Höchstplatzierung, Gesamtwochen, AuszeichnungChartplatzierungen (Jahr, Titel, Album, Platzierungen, Wochen, Auszeichnungen, Anmerkungen) | Anmerkungen |
| Jahr | Titel Album                                                                        | DE | AT | CH | Anmerkungen |
| --- | ---------------------------------------------------------------------------------- | --- | --- | --- | --- |
| 2003 | Niemand hat gesagt –                                                               | DE85 (2 Wo.)DE | — | — | Erstveröffentlichung: 26. Mai 2003 Tobias Schenke feat. Kane                                                                            |
| 2007 | Prison Break Anthem (Ich glaub’ an dich) Blockschrift                              | DE1 Gold · (18 Wo.)DE | AT12 (17 Wo.)AT | CH13 (15 Wo.)CH | Erstveröffentlichung: 13. Juli 2007 Verkäufe: + 150.000; Azad feat. Adel Tawil                                                          |
| 2009 | Stadt Darum leben wir                                                              | DE2 Platin · (37 Wo.)DE | AT3 (31 Wo.)AT | CH31 (26 Wo.)CH | Erstveröffentlichung: 29. Mai 2009 Verkäufe: + 300.000; Cassandra Steen feat. Adel Tawil                                                |
| 2010 | Der Himmel soll warten MTV Unplugged Live aus’m MV                                 | DE2 Platin · (26 Wo.)DE | AT4 (20 Wo.)AT | CH28 (8 Wo.)CH | Erstveröffentlichung: 14. Mai 2010 Verkäufe: + 300.000; Sido feat. Adel Tawil                                                           |
| 2011 | Ich steh auf Berlin Zeitgeschichte – Das Beste von und für Annette Humpe (Sampler) | — | — | — | Erstveröffentlichung: 24. März 2011 Annette Humpe feat. Selig, Adel Tawil & Max Raabe Original: Ideal – Berlin                          |
| 2014 | Do They Know It’s Christmas? (Deutsche Version) –                                  | DE1 (5 Wo.)DE | AT10 (3 Wo.)AT | CH21 (2 Wo.)CH | Erstveröffentlichung: 21. November 2014 mit Band Aid 30 Germany                                                                         |
| 2015 | Ich will nur dass du weißt Zurück in die Zukunst                                   | DE15 ×2Doppelplatin · (81 Wo.)DE | AT41 Platin · (8 Wo.)AT | CH41 (2 Wo.)CH | Erstveröffentlichung: 27. Juli 2015 Verkäufe: + 830.000; SDP feat. Adel Tawil                                                           |
| 2019 | Vielleicht III                                                                     | DE38 (2 Wo.)DE | — | — | Erstveröffentlichung: 22. Februar 2019 Gestört aber geil feat. Adel Tawil                                                               |
| 2022 | Wie der Wind –                                                                     | — | — | — | Erstveröffentlichung: 23. Dezember 2022 Fler feat. Rosa & Adel Tawil; Original: Patrick Swayze feat. Wendy Fraser – She’s Like the Wind |
| Folgende Lieder erschienen nicht als Single, wurden aber durch das Album zum Download und Streaming bereitgestellt und konnten somit eine Platzierung erlangen: |                                                                                    | | | | |
| |                                                                                    | | | | |
| 2015 | Zuhause ist die Welt noch in Ordnung VI                                            | DE80 (1 Wo.)DE | — | CH47 (3 Wo.)CH | Charteinstieg: 11. September 2015 Sido feat. Adel Tawil                                                                                 |
| 2017 | Voll mein Ding Maximum                                                             | DE34 (4 Wo.)DE | AT65 (1 Wo.)AT | — | Charteinstieg: 23. Juni 2017 KC Rebell & Summer Cem feat. Adel Tawil                                                                    |
| 2021 | Nummer eins Asozialer Marokkaner                                                   | DE47 (1 Wo.)DE | — | — | Charteinstieg: 30. Juli 2021 Farid Bang feat. Adel Tawil & Haftbefehl                                                                   |

## Videoalben und Musikvideos

### Videoalben
| Jahr | Titel Musiklabel                  | Anmerkungen                                                                          |
| ---- | --------------------------------- | ------------------------------------------------------------------------------------ |
| 2014 | Lieder Live Vertigo Records (UMG) | Erstveröffentlichung: 14. November 2014 Verkäufe werden dem Studioalbum hinzuaddiert |

### Musikvideos
| Jahr | Titel                                           | Regisseur(e)                        |
| ---- | ----------------------------------------------- | ----------------------------------- |
| 2003 | Niemand hat gesagt                              | Conchita Soares, Bernard Wedig      |
| 2007 | Prison Break Anthem (Ich glaub’ an dich)        | Siro Micheroli, Roman Peritz        |
| 2009 | Stadt                                           | Hinrich Pflug                       |
| 2010 | Der Himmel soll warten                          | Norbert Heitker, Jan Hille          |
| 2013 | Lieder                                          | Christopher Häring, Alexey Terehoff |
| 2013 | Aschenflug                                      | Kim Frank                           |
| 2013 | Neujahr                                         |                                     |
| 2014 | Weinen                                          | Kim Frank                           |
| 2014 | Zuhause                                         | Kim Frank                           |
| 2014 | Kartenhaus                                      | Kim Frank                           |
| 2014 | Do They Know It’s Christmas? (Deutsche Version) |                                     |
| 2015 | Wenn du liebst                                  | Martin Monk                         |
| 2015 | Ich will nur dass du weißt                      | Serge Mattukat                      |
| 2015 | Unsere Lieder                                   | Berlin Heat GmbH                    |
| 2015 | Zuhause ist die Welt noch in Ordnung            | Feliks Horn, Sebastian Tomczak      |
| 2017 | Bis hier und noch weiter                        | Art Davis                           |
| 2017 | Ist da jemand                                   | Konrad Weinz                        |
| 2017 | Gott steh mir bei                               | Konrad Weinz                        |
| 2017 | Voll mein Ding                                  | Shaho Casado                        |
| 2017 | Eine Welt eine Heimat                           | Art Davis                           |
| 2017 | So schön anders                                 | Marc Helfers                        |
| 2018 | Flutlicht                                       | Art Davis, Daniel Sluga             |
| 2019 | Tu m’appelles                                   | Plug, Jakub Rzucidlo                |
| 2019 | Neues ich                                       |                                     |
| 2020 | 1.000 gute Gründe                               |                                     |
| 2021 | Nummer eins                                     | Robert Wunsch                       |
| 2021 | Die Welt steht auf Pause                        | Jakub Rzucidlo & Tatjana Wenig      |
| 2022 | Menschenkinder                                  | Odys Studios                        |
| 2022 | Labyrinth                                       | Robert Wunsch                       |
| 2022 | Niemandsland                                    | Robert Wunsch                       |
| 2022 | Wie der Wind                                    | Til Gundlach, Maximilian Milosevic  |
| 2023 | Feuer & Eis                                     | Marvin Ströter                      |
| 2023 | Tränenpalast                                    | Marvin Ströter                      |
| 2023 | Fenster                                         | Robert Wunsch                       |
| 2023 | Aaliyah (Fata Morgana)                          | Robert Wunsch                       |
| 2023 | Für immer                                       | Konrad Weinz                        |
| 2024 | Mein erstes Wort                                | Carlo Böhler                        |

## Autorenbeteiligungen und Produktionen
Adel Tawil als Autor (A) und Produzent (P) in den Charts

| Jahr | Titel Interpretation                                               | Höchstplatzierung, Gesamtwochen, AuszeichnungChartplatzierungen (Jahr, Titel, Interpretation, Platzierungen, Wochen, Auszeichnungen, Anmerkungen) | Höchstplatzierung, Gesamtwochen, AuszeichnungChartplatzierungen (Jahr, Titel, Interpretation, Platzierungen, Wochen, Auszeichnungen, Anmerkungen) | Höchstplatzierung, Gesamtwochen, AuszeichnungChartplatzierungen (Jahr, Titel, Interpretation, Platzierungen, Wochen, Auszeichnungen, Anmerkungen) | Anmerkungen                                                  |
| Jahr | Titel Interpretation                                               | DE | AT | CH | Anmerkungen                                                  |
| --- | ------------------------------------------------------------------ | --- | --- | --- | ------------------------------------------------------------ |
| 1997 | Round & Round A The Boyz                                           | DE27 (14 Wo.)DE | — | CH19 (4 Wo.)CH | Erstveröffentlichung: 27. März 1997                          |
| 1997 | One Minute A The Boyz                                              | DE9 Gold · (19 Wo.)DE | — | CH8 (12 Wo.)CH | Erstveröffentlichung: 10. November 1997 Verkäufe: + 250.000  |
| 1998 | Shame A The Boyz                                                   | DE28 (7 Wo.)DE | — | CH24 (5 Wo.)CH | Erstveröffentlichung: 6. April 1998                          |
| 1998 | I Like A The Boyz                                                  | DE37 (6 Wo.)DE | — | — | Erstveröffentlichung: 7. September 1998                      |
| 1998 | Take My Heart A Just Friends                                       | DE29 (5 Wo.)DE | — | — | Erstveröffentlichung: 28. September 1998                     |
| 1998 | God Bless A The Boyz                                               | DE80 (5 Wo.)DE | — | — | Erstveröffentlichung: 14. Dezember 1998                      |
| 2004 | Geht’s dir schon besser? A, P Ich + Ich                            | DE67 (3 Wo.)DE | — | — | Erstveröffentlichung: 25. Oktober 2004                       |
| 2005 | Du erinnerst mich an Liebe P Ich + Ich                             | DE4 Gold · (31 Wo.)DE | AT6 (22 Wo.)AT | CH63 (3 Wo.)CH | Erstveröffentlichung: 29. März 2005 Verkäufe: + 150.000      |
| 2005 | Das alles ändert nicht daran A, P Maya Saban + Cosmo Klein         | DE11 (16 Wo.)DE | AT46 (10 Wo.)AT | — | Erstveröffentlichung: 20. Juni 2005                          |
| 2005 | Dienen P Ich + Ich                                                 | DE7 (19 Wo.)DE | AT16 (20 Wo.)AT | — | Erstveröffentlichung: 1. August 2005                         |
| 2005 | Aus und vorbei A Maya Saban                                        | DE86 (2 Wo.)DE | — | — | Erstveröffentlichung: 26. September 2005                     |
| 2005 | Umarme mich A, P Ich + Ich                                         | DE41 (9 Wo.)DE | AT17 (19 Wo.)AT | — | Erstveröffentlichung: 2. Dezember 2005                       |
| 2006 | More Than This P Maike von Bremen                                  | DE22 (9 Wo.)DE | AT45 (1 Wo.)AT | — | Erstveröffentlichung: 15. September 2006                     |
| 2007 | Vom selben Stern A, P Ich + Ich                                    | DE3 Platin · (63 Wo.)DE | AT4 (41 Wo.)AT | CH40 (35 Wo.)CH | Erstveröffentlichung: 15. Juni 2007 Verkäufe: + 300.000      |
| 2007 | Prison Break Anthem (Ich glaub’ an dich) A Azad feat. Adel Tawil   | DE1 Gold · (18 Wo.)DE | AT12 (17 Wo.)AT | CH13 (15 Wo.)CH | Erstveröffentlichung: 13. Juli 2007 Verkäufe: + 150.000      |
| 2007 | Stark A, P Ich + Ich                                               | DE2 Platin · (44 Wo.)DE | AT2 (37 Wo.)AT | CH5 (59 Wo.)CH | Erstveröffentlichung: 9. November 2007 Verkäufe: + 300.000   |
| 2008 | So soll es bleiben P Ich + Ich                                     | DE3 Platin · (60 Wo.)DE | AT2 (46 Wo.)AT | CH13 (45 Wo.)CH | Erstveröffentlichung: 4. April 2008 Verkäufe: + 300.000      |
| 2008 | Nichts bringt mich runter A, P Ich + Ich                           | DE20 (9 Wo.)DE | AT32 (4 Wo.)AT | — | Erstveröffentlichung: 5. September 2008                      |
| 2008 | Wenn ich tot bin P Ich + Ich                                       | DE51 (6 Wo.)DE | AT73 (1 Wo.)AT | — | Erstveröffentlichung: 5. Dezember 2008                       |
| 2009 | Darum leben wir A Cassandra Steen                                  | DE6 (13 Wo.)DE | AT48 (6 Wo.)AT | — | Erstveröffentlichung: 30. Januar 2009                        |
| 2009 | Stadt A Cassandra Steen feat. Adel Tawil                           | DE2 Platin · (37 Wo.)DE | AT3 (31 Wo.)AT | CH31 (26 Wo.)CH | Erstveröffentlichung: 29. Mai 2009 Verkäufe: + 300.000       |
| 2009 | Pflaster P Ich + Ich                                               | DE1 Gold · (32 Wo.)DE | AT3 (22 Wo.)AT | CH6 (24 Wo.)CH | Erstveröffentlichung: 30. Oktober 2009 Verkäufe: + 150.000   |
| 2009 | Glaub ihnen kein Wort A Cassandra Steen                            | DE49 (3 Wo.)DE | — | — | Erstveröffentlichung: 30. Oktober 2009                       |
| 2010 | Einer von Zweien P Ich + Ich                                       | DE18 (13 Wo.)DE | AT36 (6 Wo.)AT | — | Erstveröffentlichung: 5. März 2010                           |
| 2010 | Der Himmel soll warten A Sido feat. Adel Tawil                     | DE2 Platin · (26 Wo.)DE | AT4 (20 Wo.)AT | CH28 (8 Wo.)CH | Erstveröffentlichung: 14. Mai 2010 Verkäufe: + 300.000       |
| 2010 | Universum P Ich + Ich                                              | DE10 Gold · (26 Wo.)DE | AT13 (21 Wo.)AT | — | Erstveröffentlichung: 13. August 2010 Verkäufe: + 150.000    |
| 2010 | Hilf mir P Ich + Ich                                               | DE45 (11 Wo.)DE | — | — | Erstveröffentlichung: 10. Dezember 2010                      |
| 2011 | Gebt alles A Cassandra Steen                                       | DE31 (9 Wo.)DE | — | — | Erstveröffentlichung: 1. April 2011                          |
| 2011 | Tanz A Cassandra Steen                                             | DE28 (5 Wo.)DE | AT30 (2 Wo.)AT | — | Erstveröffentlichung: 5. August 2011                         |
| 2012 | Stark A Jasmin Graf                                                | DE76 (1 Wo.)DE | — | — | Erstveröffentlichung: 20. Januar 2012                        |
| 2013 | Lieder A, P Adel Tawil                                             | DE2 ×2Doppelplatin · (45 Wo.)DE | AT1 Gold · (41 Wo.)AT | CH6 Platin · (32 Wo.)CH | Erstveröffentlichung: 20. September 2013 Verkäufe: + 645.000 |
| 2013 | Aschenflug A Adel Tawil feat. Prinz Pi & Sido                      | DE18 (6 Wo.)DE | AT33 (3 Wo.)AT | CH41 (1 Wo.)CH | Erstveröffentlichung: 1. November 2013                       |
| 2014 | Weinen A, P Adel Tawil                                             | DE57 (10 Wo.)DE | — | CH38 (3 Wo.)CH | Erstveröffentlichung: 28. Februar 2014                       |
| 2014 | Zuhause A Adel Tawil feat. Matisyahu                               | DE23 Gold · (22 Wo.)DE | AT6 (20 Wo.)AT | CH64 (2 Wo.)CH | Erstveröffentlichung: 4. Juli 2014 Verkäufe: + 200.000       |
| 2014 | Kartenhaus A, P Adel Tawil                                         | DE78 (1 Wo.)DE | — | — | Erstveröffentlichung: 21. November 2014                      |
| 2015 | Unsere Lieder A Adel Tawil                                         | DE33 (6 Wo.)DE | — | — | Erstveröffentlichung: 14. August 2015                        |
| 2017 | Bis hier und noch weiter A Adel Tawil feat. KC Rebell & Summer Cem | DE23 Gold · (12 Wo.)DE | AT72 (2 Wo.)AT | CH97 (1 Wo.)CH | Erstveröffentlichung: 17. März 2017 Verkäufe: + 200.000      |
| 2017 | Ist da jemand A Adel Tawil                                         | DE12 Platin · (27 Wo.)DE | AT9 Platin · (22 Wo.)AT | CH3 ×2Doppelplatin · (28 Wo.)CH | Erstveröffentlichung: 17. März 2017 Verkäufe: + 470.000      |
| 2019 | Vielleicht A Gestört aber geil feat. Adel Tawil                    | DE38 (2 Wo.)DE | — | — | Erstveröffentlichung: 22. Februar 2019                       |
| 2019 | Tu m’appelles A Adel Tawil feat. Peachy                            | DE48 Gold · (13 Wo.)DE | — | CH30 (23 Wo.)CH | Erstveröffentlichung: 12. April 2019 Verkäufe: + 200.000     |
| Folgende Lieder erschienen nicht als Single, wurden aber durch das Album zum Download und Streaming bereitgestellt und konnten somit eine Platzierung erlangen: |                                                                    | | | |                                                              |
| |                                                                    | | | |                                                              |
| 2015 | Zuhause ist die Welt noch in Ordnung A Sido feat. Adel Tawil       | DE80 (1 Wo.)DE | — | CH47 (3 Wo.)CH | Charteinstieg: 11. September 2015                            |
| 2017 | Voll mein Ding A KC Rebell & Summer Cem feat. Adel Tawil           | DE34 (4 Wo.)DE | AT65 (1 Wo.)AT | — | Charteinstieg: 23. Juni 2017                                 |
| 2021 | Nummer eins A Farid Bang feat. Adel Tawil & Haftbefehl             | DE47 (1 Wo.)DE | — | — | Charteinstieg: 30. Juli 2021                                 |

## Sonderveröffentlichungen
| Jahr | Titel Album                                           | Anmerkungen                                                                  |
| ---- | ----------------------------------------------------- | ---------------------------------------------------------------------------- |
| 2007 | Again Genuine Horizon                                 | Erstveröffentlichung: 9. Januar 2007 Genuine feat. Adel Tawil                |
| 2007 | Prison Break Anthem (Ich glaub’ an dich) Blockschrift | Erstveröffentlichung: 7. Dezember 2007 Azad feat. Adel Tawil                 |
| 2009 | Stadt Darum leben wir                                 | Erstveröffentlichung: 20. Februar 2009 Cassandra Steen feat. Adel Tawil      |
| 2010 | Der Himmel soll warten MTV Unplugged Live aus’m MV    | Erstveröffentlichung: 21. Mai 2010 Sido feat. Adel Tawil                     |
| 2015 | Ich will nur dass du weißt Zurück in die Zukunst      | Erstveröffentlichung: 22. Mai 2015 SDP feat. Adel Tawil                      |
| 2015 | Zuhause ist die Welt noch in Ordnung VI               | Erstveröffentlichung: 4. September 2015 Sido feat. Adel Tawil                |
| 2017 | Voll mein Ding Maximum                                | Erstveröffentlichung: 16. Juni 2017 KC Rebell & Summer Cem feat. Adel Tawil  |
| 2019 | Stories Colucci                                       | Erstveröffentlichung: 29. März 2019 Fler feat. Adel Tawil                    |
| 2021 | Nummer eins Asozialer Marokkaner                      | Erstveröffentlichung: 23. Juli 2021 Farid Bang feat. Haftbefehl & Adel Tawil |
| 2022 | Vielleicht III                                        | Erstveröffentlichung: 28. Oktober 2022 Gestört aber geil feat. Adel Tawil    |

| Jahr | Titel Album                                                              | Anmerkungen |
| ---- | ------------------------------------------------------------------------ | --- |
| 1993 | Reminisce B-Town Flavor (Don’t Sleep!)                                   | Erstveröffentlichung: 1993 Da Chillaz feat. Adel Tawil                                                             |
| 2010 | Eiszeit Zeitgeschichte – Das Beste von und für Annette Humpe             | Erstveröffentlichung: 29. Oktober 2010 Original: Ideal                                                             |
| 2010 | Feuerzeug Zeitgeschichte – Das Beste von und für Annette Humpe           | Erstveröffentlichung: 29. Oktober 2010 Original: Ideal                                                             |
| 2010 | Ich steh auf Berlin Zeitgeschichte – Das Beste von und für Annette Humpe | Erstveröffentlichung: 29. Oktober 2010 Annette Humpe feat. Selig, Adel Tawil & Max Raabe; Original: Ideal – Berlin |

## Statistik

### Chartauswertung

#### Albumcharts
|                     | DE    | AT    | CH    |
| ------------------- | ----- | ----- | ----- |
| Nummer-eins-Alben   | DE1DE | AT—AT | CH—CH |
| Top-10-Alben        | DE4DE | AT2AT | CH2CH |
| Alben in den Charts | DE5DE | AT4AT | CH4CH |

#### Singlecharts
|                       | DE     | AT     | CH     |
| --------------------- | ------ | ------ | ------ |
| Nummer-eins-Singles   | DE2DE  | AT1AT  | CH—CH  |
| Top-10-Singles        | DE5DE  | AT6AT  | CH2CH  |
| Singles in den Charts | DE19DE | AT11AT | CH13CH |

|                       | DE     | AT     | CH     |
| --------------------- | ------ | ------ | ------ |
| Nummer-eins-Singles   | DE1DE  | AT1AT  | CH—CH  |
| Top-10-Singles        | DE8DE  | AT7AT  | CH4CH  |
| Singles in den Charts | DE34DE | AT16AT | CH16CH |

|                       | DE     | AT     | CH    |
| --------------------- | ------ | ------ | ----- |
| Nummer-eins-Singles   | DE1DE  | AT1AT  | CH—CH |
| Top-10-Singles        | DE8DE  | AT6AT  | CH3CH |
| Singles in den Charts | DE18DE | AT15AT | CH7CH |

### Auszeichnungen für Musikverkäufe
Anmerkung: Auszeichnungen in Ländern aus den Charttabellen bzw. Chartboxen sind in ebendiesen zu finden.
| Land/RegionAuszeichnungen für Musikverkäufe (Land/Region, Auszeichnungen, Verkäufe, Quellen) | Gold       | Platin       | Verkäufe  | Quellen           |
| -------------------------------------------------------------------------------------------- | ---------- | ------------ | --------- | ----------------- |
| Deutschland (BVMI)                                                                           | 10× Gold10 | 13× Platin13 | 5.450.000 | musikindustrie.de |
| Österreich (IFPI)                                                                            | 2× Gold2   | 4× Platin4   | 117.500   | ifpi.at           |
| Schweiz (IFPI)                                                                               | Gold1      | 2× Platin2   | 60.000    | hitparade.ch      |
| Insgesamt                                                                                    | 13× Gold13 | 19× Platin19 |           |                   |